# Логовой (Новосибирская область)
Логовой — посёлок в Искитимском районе Новосибирской области. Входит в состав Тальменского сельсовета.

## География
Площадь посёлка — 10 гектар

## Население
| 2002 | 2007 | 2010 |
| ---- | ---- | ---- |
| 16   | ↗24  | ↘11  |

## Инфраструктура
В посёлке по данным на 2007 год отсутствует социальная инфраструктура.